# Ferromagnetismo

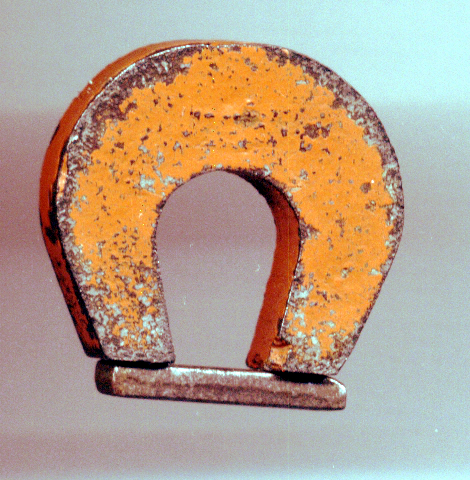
Ímã em formato de "ferradura" feito de Alnico, uma liga de ferro, alumínio, níquel e cobalto.

Ferromagnetismo  é o mecanismo básico pelo qual certos materiais (como ferro) formam ímãs permanentes, ou são atraídos por ímãs. Na física, vários tipos diferentes de magnetismo são distinguidos. Ferromagnetismo (incluindo ferrimagnetismo) é o tipo mais forte e é responsável por fenômenos comuns do magnetismo encontradas na vida cotidiana. Outras substâncias respondem fracamente a campos magnéticos com dois outros tipos de magnetismo o paramagnetismo, e o diamagnetismo, mas as forças são tão fracas que elas só podem ser detectadas por instrumentos sensíveis em um laboratório. Um exemplo corriqueiro de ferromagnetismo é um ímã de geladeira usado para guardar notas em uma porta do refrigerador.
Um material ferromagnético tem um momento magnético espontâneo – um momento magnético mesmo em um campo magnético aplicado igual a zero. A existência de um momento espontâneo sugere que os spins dos elétrons e os seus momentos magnéticos estão arranjados de uma maneira regular. O ferromagnetismo é encontrado em ligas binárias e ternárias de ferro, níquel, cobalto com outros elementos, alguns compostos de metais de terras raras, e alguns minerais de ocorrência natural, tais como magnetita.

## História e distinção do ferrimagnetismo
Historicamente, o termo ferromagnético foi usado para qualquer material que exibisse magnetização espontânea, i.e, um momento magnético na ausência de um campo magnético externo. Esta definição geral é ainda de uso comum. Mais recentemente, no entanto, diferentes classes de magnetização espontânea foram identificadas. Em particular, um material é ferromagnético somente se todos os seus íons magnéticos adicionarem uma contribuição positiva para a magnetização líquida. Se alguns dos íons magnéticos subtrair a magnetização líquida (se forem parcialmente antialinhados), então o material é ferrimagnético. Se os momentos dos íons alinhados e antialinhados forem iguais, de modo a ter magnetização líquida zero, apesar do ordenamento magnético, então o material é um antiferromagneto. Estes efeitos de alinhamento só ocorrem em temperaturas abaixo de uma determinada temperatura crítica, denominada temperatura Curie (para ferromagnetos e ferrimagnetos) ou a temperatura Néel (para antiferromagneto).

## Ciclo de histerese
Quando um campo magnético externo é aplicado a um ferromagneto como o ferro, os dipolos atômicos irão alinhar-se com ele. Mesmo quando o campo é removido, parte do alinhamento vai ser mantido: o material tornou-se magnetizado. Uma vez magnetizado, o imã vai ficar magnetizado por tempo indeterminado. Para desmagnetizar exige-se aplicação de calor ou de um campo magnético na direção oposta. Este é o efeito que fornece o elemento de memória em uma unidade de disco rígido.
A relação entre a indução magnética H e a magnetização M não é linear em tais materiais. Se um ímã é desmagnetizado (H = M = 0) e a relação entre H e M é plotada para aumento dos níveis de intensidade de campo, M segue a curva de magnetização inicial. Esta curva aumenta rapidamente no início e depois se aproxima de uma assíntota chamada saturação magnética. Se o campo magnético é agora reduzido monotonicamente, M segue uma curva diferente. Em uma intensidade de campo igual a zero, a magnetização é compensada a partir da origem de um montante chamado de remanência. Se a relação entre H e M for traçado para todas as forças de campo magnético aplicado o resultado é um ciclo de histerese chamado de loop principal.
Um olhar mais atento em uma curva de magnetização geralmente revela uma série de pequenos saltos aleatórios na magnetização chamados saltos Barkhausen. Este efeito é devido a defeitos cristalográficos tais como deslocamentos.

### Origem física
O fenômeno da histerese em materiais ferromagnéticos é o resultado de dois efeitos: a rotação do vetor magnetização e as mudanças no tamanho ou número de domínios magnéticos. Em geral, a magnetização varia (em direção, mas não magnitude) através de um ímã.
Ímãs maiores são divididos em regiões chamadas de domínios. Em cada domínio, a magnetização não varia, mas entre os domínios temos paredes de domínio relativamente finas em que a direção da magnetização gira na direção de um domínio para outro. Se o campo magnético muda, as paredes se movem, mudando assim o tamanho relativo dos domínios.

#### Aplicações
Há uma grande variedade de aplicações da histerese em ferromagnetos. Muitos destes fazem uso de sua capacidade de reter memória, por exemplo, cartões de fita magnética, discos rígidos, e de crédito. Nestas aplicações, ímãs de disco rígido como o ferro são desejáveis para a memória não ser facilmente apagada.

## Método de medição dos campos
O método descrito pelo ciclo de histerese mede o campo de indução magnética {\displaystyle \mathbf {B} } em função do campo magnético {\displaystyle \mathbf {H} }. Se considerarmos um anel de material ferromagnético de seção A e raio R constante, envolvido por N espiras pelas quais passa uma corrente contínua I. Nesta situação, os campos são circulares dentro do anel e são desprezíveis fora dele. Deste modo se calcula o valor de {\displaystyle \mathbf {H} } a partir da Lei de Ampère:
{\displaystyle \oint _{C}\mathbf {H} \cdot d\mathbf {l} =N\ I}
e, como o anel tem simetria circular, a integral resulta:
{\displaystyle H\cdot 2\pi R=N\ I\Longrightarrow H={\frac {N\ I}{2\pi R}}}
Levando em conta a permeabilidade magnética relativa do material {\displaystyle \mu _{r}}, é possível calcular o campo de indução magnética:
{\displaystyle B=\mu _{0}\mu _{r}\ H=\mu \ H}
Este sistema é usado na prática para medir os dois campos ao variar a intensidade da corrente:
{\displaystyle H\cdot 2\pi R=N\ I}
Uma vez medidos {\displaystyle \mathbf {H} } e {\displaystyle \mathbf {B} } se pode encontrar o valor da magnetização {\displaystyle \mathbf {M} }:
{\displaystyle \mathbf {H} ={\frac {\mathbf {B} -\mu _{0}\mathbf {M} }{\mu _{0}}}}
Por meio desse procedimento é possível obter experimentalmente a curva de magnetização, ou a variação do campo magnético em função do vetor de indução magnética e, portanto, o ciclo de histerese.

## Temperatura de Curie
Marie Curie foi a primeira a descobrir que existe uma temperatura crítica para cada material ferromagnético acima da qual o material se comporta como paramagnético. Quando a temperatura aumenta, o movimento térmico compete com a tendência ferromagnética para os dipolos se alinharem. Quando a temperatura sobe além de certo ponto, chamado de temperatura Curie, há uma transição de fase de segunda ordem e o sistema não pode mais manter uma magnetização espontânea, embora ainda responda paramagneticamente a um campo externo. Abaixo dessa temperatura, há uma quebra espontânea de simetria e forma-se domínios aleatórios (na ausência de um campo externo). A Susceptibilidade magnética segue a lei de Curie-Weiss:
{\displaystyle \chi _{m}={\frac {C\ \rho }{T-T_{c}}}}
onde C é uma constante característica do material, {\displaystyle \rho } sua densidade e {\displaystyle T_{c}} a temperatura de Curie em kelvin.

## Modelos teóricos
O ferromagnetismo representa um dos principais problemas em aberto da física do estado sólido. Existem dois modelos teóricos que o descrevam: o modelo de Ising e o modelo de Weiss, o qual será tratado a seguir, ambos sendo baseados na hamiltoniana de Werner Karl Heisenberg, mas que utilizam grandes aproximações.

### Hamiltoniana de Heisenberg
A hamiltoniana para um par de elétrons pertencentes a átomos vizinhos é:
{\displaystyle H=H_{1}+H_{2}+V_{12}\ }
onde  {\displaystyle H_{1}} e {\displaystyle H_{2}} são as hamiltonianas apenas dos elétrons, e {\displaystyle V_{12}} é a interação entre os dois.
Pelo princípio de exclusão de Pauli, a função de onda total deve ser antissimétrica. Assim, tem-se duas possibilidades:
{\displaystyle \varphi _{A}=\psi _{S}(\mathbf {r} _{1},\mathbf {r} _{2})\chi _{A}(\mathbf {\sigma } _{1},\mathbf {\sigma } _{2})}
ou
{\displaystyle \varphi _{A}=\psi _{A}(\mathbf {r} _{1},\mathbf {r} _{2})\chi _{S}(\mathbf {\sigma } _{1},\mathbf {\sigma } _{2})}
Onde os subscritos “A” ou “S” indicam uma função antissimétrica/simétrica.
As funções de onda de spin para um par de elétrons são:
{\displaystyle \chi _{S}:\left\{{\begin{matrix}|++\rangle \qquad [\mathbf {s} _{z}=1]\\{\frac {1}{\sqrt {2}}}(|+-\rangle +|-+\rangle )\quad [\mathbf {s} _{z}=0]\\|--\rangle \qquad [\mathbf {s} _{z}=-1]\\\end{matrix}}\right.}
{\displaystyle \chi _{A}:{\frac {1}{\sqrt {2}}}(|+-\rangle -|-+\rangle )\quad [\mathbf {s} _{z}=0]}
As funções de onda “espaciais” são:
{\displaystyle \psi _{S}:{\frac {1}{\sqrt {2}}}(\psi _{1}(\mathbf {r} _{1})\psi _{2}(\mathbf {r} _{2})+\psi _{1}(\mathbf {r} _{2})\psi _{2}(\mathbf {r} _{1}))}
{\displaystyle \psi _{A}:{\frac {1}{\sqrt {2}}}(\psi _{1}(\mathbf {r} _{1})\psi _{2}(\mathbf {r} _{2})-\psi _{1}(\mathbf {r} _{2})\psi _{2}(\mathbf {r} _{1}))}
Efetuando um cálculo perturbativo sobre tais funções de onda obtêm-se:
{\displaystyle E=\left\{{\begin{matrix}E_{0}+J\quad \rightarrow \quad \varphi _{1}=\psi _{S}\chi _{A}\\E_{0}-J\quad \rightarrow \quad \varphi _{2}=\psi _{A}\chi _{S}\\\end{matrix}}\right.}
Onde J é conhecida como integral de troca, que está relacionada com a Interação de Troca, interação responsável pela tendência dos momentos magnéticos do material a permanecerem paralelos entre si. A hamiltoniana separa, então, os estados com spins diferentes, e por este motivo, Heisenberg encontrou um operador que distinguisse os estados com spin diferente e que então pudesse descrever a interação precedente. Tal operador é:
{\displaystyle \mathbf {s} _{1}\cdot \mathbf {s} _{2}=\left\{{\begin{matrix}-{\frac {3}{4}}\quad \rightarrow \varphi _{1}\\{\frac {1}{4}}\quad \rightarrow \varphi _{2}\\\end{matrix}}\right.}
Logo, a Hamiltoniana de Heisenberg é:
{\displaystyle H_{Heisenberg}=-2J\mathbf {s} _{1}\cdot \mathbf {s} _{2}}

### Modelo de Weiss
O modelo de Weiss propõe a generalização da hamiltoniana de Heisenberg para um sistema com mais elétrons, utilizando uma aproximação de campo médio: um elétron sofre uma interação devida à média do campo gerado pelos outros elétrons.
A Hamiltoniana do sistema torna-se então:
{\displaystyle H_{magn}=g_{0}\mu _{B}\mathbf {s} (\mathbf {r} )\cdot \mathbf {B} -\sum _{\mathbf {r} '}J(\mathbf {r} -\mathbf {r} ')\mathbf {s} (\mathbf {r} )\mathbf {s} (\mathbf {r} ')=s(\mathbf {r} )\cdot \langle g_{0}\mu _{B}\mathbf {B} -\sum _{\mathbf {r} '}J(\mathbf {r} -\mathbf {r} ')\mathbf {s} (\mathbf {r} ')\rangle =}
{\displaystyle =s(\mathbf {r} )g_{0}\mu _{B}\left(\mathbf {B} -{\frac {1}{g_{0}\mu _{B}}}\sum _{\mathbf {r} '}J(\mathbf {r} -\mathbf {r} ')\mathbf {\langle } s(\mathbf {r} ')\rangle \right)}
onde  {\displaystyle g_{0},\mu _{B}} são, respectivamente o fator giromagnético e o magnéton de Bohr.
Substituindo o momento magnético:
{\displaystyle \mathbf {m} =-g_{0}\mu _{B}\mathbf {s} }
E o vetor magnetização:
{\displaystyle \mathbf {M} ={\frac {N}{V}}\langle \mathbf {m} \rangle }
Tem-se:
{\displaystyle H_{magn}=-\mathbf {m} (\mathbf {r} )\left(\mathbf {B} +\sum _{\mathbf {r} '}{\frac {J(\mathbf {r} -\mathbf {r} ')}{(g_{0}\mu _{B})^{2}}}{\frac {V}{N}}\mathbf {M} \right)}
Logo:
{\displaystyle H_{magn}=-\mathbf {m} (\mathbf {r} )(\mathbf {B} +\lambda \mathbf {M} )}
Percebe-se uma analogia com o paramagnetismo de Langevin, no qual se faz o mesmo tipo de estudo, substituindo-se o campo magnético por um campo magnético eficaz, dado por:
{\displaystyle \mathbf {B} +\lambda \mathbf {M} }.
Existe, assim, uma temperatura crítica de Curie:
{\displaystyle T_{C}={\frac {J_{0}s(s+1)}{3k}}}
Abaixo da qual se manifestam os efeitos do ferromagnetismo. As quantidades “s” e “k” são os autovalores do spin e a constante de Boltzmann respectivamente, enquanto {\displaystyle J_{0}} é dado por:
{\displaystyle \sum _{\mathbf {r} '}{\frac {J(\mathbf {r} -\mathbf {r} ')}{(g_{0}\mu _{B})^{2}}}}

## Materiais ferromagnéticos
A seguir, temos uma tabela com alguns materiais ferromagnéticos e suas respectivas temperaturas de Curie.
Ferromagnetismo é uma propriedade não apenas da composição química de um material, mas de sua estrutura cristalina e organização microscópica. Existem ligas de metal ferromagnético cujos constituintes não são próprios ferromagnéticos, chamado ligas de Heusler, em homenagem a Fritz Heusler. Por outro lado existem ligas não-magnéticas, como os tipos de aço inoxidável, compostas quase exclusivamente de metais ferromagnéticos.
No caso dos aços inoxidáveis, por exemplo, os da série 300, austeníticos (TP 304 ou TP 316), que contêm cromo e níquel em sua composição química, não são magnéticos em seu estado recozido (mole) e são levemente magnéticos no estado encruado (duro). Já os aços inoxidáveis da série 400, ferríticos (TP 439 ou TP 444), que contêm apenas cromo em sua composição química, estes sim são magnéticos. Ademais, os aços inoxidáveis austeníticos, conquanto sejam, a priori, não magnéticos, podem ainda se tornarem parcialmente magnéticos ao sofrerem esforço mecânico durante um processo de conformação que lhes acarrete uma transformação de fase. 
Também se pode fazer  ligas metálicas amorfas (não cristalinas) ferromagnéticas por resfriamento muito rápido de uma liga líquida. Estes têm a vantagem de que suas propriedades são quase isotrópicas (não alinhadas ao longo de um eixo do cristal), o que resulta em baixa coercividade, perda de baixa histerese, permeabilidade alta e alta resistividade elétrica. Um material desse tipo é normalmente uma transição liga metal-metalóide, feita a partir de cerca de 80% de metal de transição (normalmente Fe, Co, ou Ni) e um componente de metalóide (B, C, Si, P, ou Al) que reduz o ponto de fusão.
Uma classe relativamente nova de materiais ferromagnéticos excepcionalmente fortes são os ímãs de terras raras. Eles contêm elementos lantanídeos, que são conhecidos por sua capacidade de transportar grandes momentos magnéticos no bem localizado oribital f.